# Période rose
La période rose est une période de la production artistique de Pablo Picasso, entre 1904 et 1906. Elle tire son nom de la teinte dominante de ses tableaux. Elle constitue la deuxième de la dizaine de variations stylistiques que connaîtra la production artistique picassienne ; elle suit sa période bleue (1901-1904) et précède la période africaine (1907-1909),,.

## Contexte et origines de lapériode rose
De 1901 à 1904, Pablo Picasso souffre de dépression : son meilleur ami Carles Casagemas s'est suicidé à la suite de son amour avec Germaine Pichot ; il vit dans la pauvreté à Paris, loin de son pays natal qu'est l'Espagne ; il commence sa carrière artistique... Cette période difficile se fait ressentir dans son travail, où il n'utilise que des teintes froides : c'est la période bleue.
En 1904, il fait la rencontre de Fernande Olivier, qui devient sa muse et sa compagne. Parallèlement, il va rencontrer de nombreux artistes espagnols ou français, avec qui il va lier des amitiés fortes. Il reprend goût à la vie et, dès lors, oriente sa palette chromatique vers des tons plus orangés et roses : il entre ainsi dans sa période rose,,.

## Le Bateau-Lavoir
Cette expérience artistique dure environ deux ans, de 1904 à 1906. 

« C’était la fin de « l’époque bleue ». De grandes toiles inachevées se dressaient dans l’atelier où tout respirait le travail : mais le travail dans quel désordre… »

— Fernande Olivier
Installé au Bateau-Lavoir, à Montmartre, Pablo Picasso fait la rencontre de Fernande Olivier, modèle pour les peintres du quartier et considérée comme l’un de ses premiers grands amours. Le couple profite d’une jeunesse faite de fêtes, d’excès, de voyages et rencontres. De nombreux artistes et poètes habitent le Bateau-Lavoir tels qu'André Salmon et Guillaume Apollinaire. Tous ensemble, ils fréquentent les troupes théâtrales parisiennes, sortent au café-cabaret Au lapin agile, vont au cirque Médrano, etc. 
Cette incursion dans le milieu du spectacle vivant influence grandement le travail de l'artiste. Progressivement, ses toiles se colorisent et ces sujets évoluent : saltimbanques mélancoliques, acrobates, arlequins, clowns, acteur déguisé... Cette galerie de personnages va populariser sa peinture jusqu'à la fin de sa carrière, notamment le personnage d'arlequin et son habit à damiers colorés, qui deviendra un symbole personnel pour le peintre,,.

## Gósol
Entre mai et août 1906, Fernande et Pablo partent pour le petit village espagnol de Gósol, en Haute-Catalogne. Dans cet environnement sauvage, préservé de la modernité industrielle, les œuvres de l'artiste marquent une transition sans retour : la période rose s'efface peu à peu au profit de la période africaine, durant laquelle Picasso commence à mettre en forme ce qui deviendra le cubisme,.

## Réalisations
L'un des tableaux les plus chers de Picasso a été réalisé durant la période rose : Garçon à la pipe (1905, collection privée) est le premier tableau de l'histoire dépassant la barre symbolique des 100 millions de dollars  
Parmi les nombreuses toiles issues de cette période, on peut noter : Famille d'acrobates avec un singe (1905, musée des beaux-arts de Göteborg), Famille de saltimbanques (1905), Les Deux Frères (1906, Musée national Picasso-Paris), Jeune Garçon au cheval (1906, Museum of Modern Art).  